# Gary Gurbin
Gary Michael Gurbin (né le 13 décembre 1941) est un homme politique canadien de l'Ontario. Il est député fédéral progressiste-conservateur de la circonscription ontarienne de Bruce—Grey de 1979 à 1988.

## Biographie
Né à Essex en Ontario, Gurbin est médecin de formation.
Élu en 1979. Réélu en 1980 et 1984, il ne se représente pas en 1988.
Critique du leadership de Joe Clark, il démissionne du caucus progressiste-conservateur en décembre 1981. Il demeure en poste à titre de député indépendant pendant quelques semaines jusqu'à sa réintégration dans le caucus du PPC en janvier 1982.